# Skild från Gud i synden, världen
Skild från Gud i synden, världen är en psalm med text av Johnson Oatman (jr) och musik av J Howard Entwisle. Texten översattes till svenska 1930.

## Publikation
- Segertoner 1988 som nr 576 under rubriken "Att leva av tro - Glädje - tacksamhet".[1]

### Fotnoter
1. 1 2  Heinerborg, Karl-Erik; Lennart Jernestrand (1988). Segertoner melodisångbok. Stockholm: Förlaget Filadelfia. Libris 911558